# Bifascia nigralbella
Bifascia nigralbella ist ein Schmetterling aus der Familie der Chrysopeleiidae.

## Merkmale
Die Falter erreichen eine Flügelspannweite von 7 bis 9 Millimeter. Der Kopf schimmert dunkelbraun und hat einen rötlichen Glanz. Die Stirn (Frons) glänzt ockerweiß. Die Fühler sind graubraun. Thorax und Tegulae schimmern dunkelbraun und haben einen leichten rötlichen Glanz. Die Vorderflügel glänzen dunkelbraun. Zur Flügelzeichnung gehören zwei deutliche weiße Binden. Die erste befindet sich bei 1/4 der Vorderflügellänge, sie verjüngt sich abrupt an der Costalader. Die zweite befindet sich bei 2/3 der Vorderflügellänge, sie ist sowohl an der Costalader als auch am Flügelinnenrand verjüngt. Die Fransenschuppen sind grau. Die Hinterflügel glänzen silbrig weiß und sind am Apex mehr ockerfarben. Das Abdomen ist ockergrau. Bei den Weibchen ist es bräunlich grau, sie haben ein weißes Afterbüschel.
Bei den Männchen ist der Uncus sehr kurz, rundlich und warzig. Das Tegumen ist breit und verjüngt sich distal. Es ist membranös, nur der breite dorsale Streifen und die schmalen Seitenränder sind sklerotisiert. Die Valven bestehen aus zwei schmalen, gleich langen Loben, die beide nur spärlich mit kurzen Härchen und wenigen sehr langen Borsten besetzt sind. Der dorsale Lobus ist leicht spatelförmig, der ventrale Lobus verjüngt sich distal. Das Vinculum ist rundlich. Der Aedeagus ist lang und in der Mitte gebogen. Er hat einen spitzen Apex.
Bei den Weibchen ist das Ostium rund und von einem sklerotisierten Ring mit zwei kurzen seitlichen Protrusionen umgeben. Der Ductus bursae ist lang. Er ist in der Nähe des Ostiums sehr schmal und weitet sich allmählich in Richtung Corpus bursae. Die innere Oberfläche ist mit Nadeln besetzt. Das Corpus bursae ist eiförmig und mit zwei großen, gekrümmten, hornartigen Signa versehen.
Die Raupen sind etwa sieben Millimeter lang und dünn. Am Rücken sind sie gelb, der vordere Teil der Segmente ist rot gestreift. Der Dorsalschild des Metathorakalsegments ist rot. Die Thorakalbeine sind lang und schwarz, die Bauchbeine sind ebenfalls schwarz.

### Ähnliche Arten
Bifascoides leucomelanellus ähnelt Bifascia nigralbella, das hintere Ende des Abdomens ist aber gelblich weiß, die innere Binde auf den Vorderflügeln liegt näher an der Flügelbasis und die Hinterflügel sind schmaler.

## Verbreitung
Bifascia nigralbella ist in Spanien (Almería), Nordafrika (Algerien, Tunesien) und dem Mittleren Osten (Saudi-Arabien) verbreitet. Im Osten reicht das Verbreitungsgebiet bis Pakistan und den Westen Indiens und in Zentralasien bis in die Mongolei.

## Biologie
Die Raupen entwickeln sich an Akazien- (Acacia) und Tamariskenarten (Tamarix) und fressen in den Blüten. Ein Exemplar wurde an einem trockenen Tamariskenstamm gefunden. Die Falter fliegen vermutlich in zwei Generationen von Mai bis Juni und im September.

## Systematik
Die Typuslokalität befindet sich in der Provinz Biskra (Algerien). Es sind folgende Synonyme bekannt:
- Ascalenia nigralbella Chrétien, 1915
- Limnoecia asteroleuca Meyrick, 1917

## Belege
1. 1 2 3 4 5 6 7  J. C. Koster, S. Yu. Sinev: Momphidae, Batrachedridae, Stathmopodidae, Agonoxenidae, Cosmopterigidae, Chrysopeleiidae. In: P. Huemer, O. Karsholt, L. Lyneborg (Hrsg.): Microlepidoptera of Europe. 1. Auflage. Band 5. Apollo Books, Stenstrup 2003, ISBN 87-88757-66-8, S. 186 (englisch).
2. 1 2 3  Friedrich Kasy: Beitrag zur Kenntnis der Gattungen Bifascia AMSEL, Bifascioides KASY, und Gisilia KASY (Lepidoptera, Walshiidae). In: Annalen des Naturhistorischen Museums Wien. 74 (1970), S. 187–194 (zobodat.at [PDF]).
3. 1 2  Bifascia nigralbella bei Fauna Europaea. Abgerufen am 26. April 2012